# هیدرازین
هیدرازین (Hydrazine) یک ترکیب شیمیایی با فرمول مولکولی N۲H۴ است. هیدرازین بیشتر در سوخت موشک و فراورده‌های تنباکو کاربرد دارد.

## فرآوری
تئودور کورتیوس هیدرازین برای نخستین بار در سال ۱۸۸۹ میلادی به دست آورد.
در روش چرخه Atofina-PCUK ،
هیدرازین در چند گام از استون، آمونیاک و هیدروژن پراکسید به دست می‌آید.
نخست استون و آمونیاک با هم واکنش می‌دهند تا ایمین به دست آید که با اکسید کردن آن به کمک هیدروژن پراکسید، اگزادیرین به دست می‌آید.این حلقهٔ سه هموند(عضو)ی که دارای کربن، اکسیژن وازت می‌باشداز راه آمونیوکافت که دواتم ازت را به هم پیوند می‌دهد به هیدرازون دگرگون تبدیل می‌شود.این هیدرازون با چند برابر استون واکنش داده وآذین به دست می‌آید که با آبکافتکردن آن می‌توان هیدرازین به دست آورد. در این گام استون دوباره آزاد می‌شود.

## کاربرد در شیمی

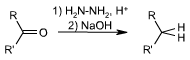
کاهش ولف–کیشنر

در بسیاری از واکنش‌های ساخت ماده‌های آلی و به ویژه در ساخت بسیاری از داروها و رنگ کردن بافت‌های پارچه‌ای وعکسبرداری کاربرد دارد.

### تشکیلهیدرازون
برای نمونه فشرده‌سازی هیدرازین با یک کربونیل ساده مانند استون یک آذین می‌دهد. اگر این آذین دوباره با هیدرازین واکنش دهد هیدرازون به دست می‌آید :
۲ (CH۳)۲CO + N۲H۴ → ۲ H۲O + [(CH۳)۲C=N]۲
[(CH۳)۲C=N]۲ + N۲H۴ → ۲ (CH۳)۲C=NNH۲
در واکنش بالا «استون آذین» یک فراوردهٔ میانجی(حد واسط) بوده و واکنش تا به دست آمدن هیدرازون انجام می‌شود. مهار واکنش در گام نخست بشتر زمان‌ها شدنی نیست و برای فرآوری آلکیل هیدرازین بهتر است از کاهش فراورده سود جست.

### کاهش ولف-کیشنر
هیدرازین در واکنش کاهش ولف-کیشنر نیز به کاربرده می‌شود. در این واکنش گروه کربونیل کتونها یاآلدهیدها با کمک هیدرازون به گروه‌های متیلن یا متیل کاهش می‌یابد .

### نمکهایهیدرازینیم
هیدرازین در واکنش با اسیدهای معدنی نمک هیدرازینیوم می‌دهد که نامورترین نمک آن سولفات آن با فرمول[N۲H۵]HSO۴ است. 

### سولفون دار کردن
چون هیدرازین یک هسته دوست خوب است می‌تواند به آسانی یه سولفونیل هالیدها وآسیل هالیدها بتازد(حمله کند).

### ساخت ناجورحلقه‌ها
ازهیدرازین با داشتن ۲ آمین می‌توان برای ساخت ترکیب‌های ناجور حلقه(ناجور حلقه))، از راه چگالش یا فشرده‌سازی همراه الکترون دوستها، به کار برد. فشرده‌سازی هیدرازین با ۲٬۴-پنتان دیون، دی متیل پیرازول می‌دهد.

## کاربردهایفیاری(صنعتی) دیگر
هیدرازین در بسیاری از فرایندها ی شیمیایی به کار می‌رود که برای نمونه باره(مورد)های زیر را آورده‌ایم:
- ساختاسپاندکس(گونه‌ای از کاموای پلاستیکی)از فیبرها
- برای کاتالیز واکنش هایبسپارسازی(پلیمر کردن).
- باتری سوختی.
- لحیم کاری.
- گسترندهٔ واکنش زنجیری بسپارسازی اورتان.
- حذف اکسیژن در دیگ‌های بخار و جلوگیری از خوردگی لوله‌های دیگ بخار

همچنین شاید برای ساخت ترانزیستور پرده‌ای نازک که در نمایشگر کریستال مایع کاربرد دارند؛ کاربرد داشته باشد.

## سوخت موشک
هیدرازین درجنگ جهانی دوم تحت خانواده موادّ ب-اشتوف به عنوان سوخت موشک به کار رفت. در آن موشک هیدرات هیدرازین همراه با متانول به کار رفته بود.

## ایمنی
هیدرازین بسیار سرطان زا است و هیدرازین بی آب بسیار ناپایدار می‌باشد.